# Tlazalolapa
Tlazalolapa är en ort i Mexiko.   Den ligger i kommunen Mixtla de Altamirano och delstaten Veracruz, i den sydöstra delen av landet, 240 km öster om huvudstaden Mexico City. Tlazalolapa ligger 2 228 meter över havet och antalet invånare är 181.
Terrängen runt Tlazalolapa är kuperad åt sydväst, men åt nordost är den bergig. Runt Tlazalolapa är det ganska tätbefolkat, med 199 invånare per kvadratkilometer. Närmaste större samhälle är Zongolica, 10,1 km norr om Tlazalolapa. I omgivningarna runt Tlazalolapa växer huvudsakligen savannskog.